# Гедда Андерссон
Гедда Альбертіна Андерссон (швед. Hedda Albertina Andersson; 24 квітня 1861, Мальме — 7 вересня 1950, Лунд) — шведська лікарка. Була другою студенткою в Університеті Лунда і другою жінкою-лікаркою, що здобула освіту в університеті, у Швеції.

## Життя
Гедда Андерссон була дочкою робітника на ім'я Андерссон і Йоанни Андерссон. Коли її батько помер у 1866 році, вона переїхала з мамою і трьома братами і сестрами до бабусі.
З боку матері походить з роду жінок-медикинь, які практикували традиційну народну медицину не менше семи поколінь, починаючи з 17-го століття. Її прабабуся Марна Нілддоттер, як і її бабуся Ельна Ханссон, була активною в цій сфері. Її мати і бабуся працювали разом як лікарки в Мальме. Її бабуся була відома у всій Скандинавії як  Лундаквіннан («жінка Лунда») і навчила себе[що це?] як перукарський хірург, щоб уникнути звинувачення в шарлатанстві, як і її дочка, мати Хедди, з тієї ж причини.
Коли університети Швеції були відкриті для жінок у 1870 році, її мати і бабуся вирішили, що вона повинна вивчати медицину в університеті і отримати офіційну ліцензію, щоб уникнути переслідувань і звинувачення в шарлатанстві, що були у багатьох жінок у історії їх сім'ї, наприклад, її бабусі і мами. Гедда Андерссон здобула освіту в школі Марії Стенкули і була прийнята в Лундський університет в 1880 році.
Її називають першою студенткою там, хоча насправді першою була Хілдегард Бьорк незадовго до цього. Вона була єдиною студенткою до 1882 року, з повагою відносилась до чоловіків-студентів. У 1887 році отримала диплом бакалавра і ліцензію на медичну допомогу в 1892 році. Таким чином, стала другою лікаркою, яка закінчила шведський університет, після Кароліни Відерстрьом.
Працювала лікаркою у Роннебю 1892—1893 роках, в Мальме в 1893—1895 роках, і в Стокгольмі 1895—1925 в роках, після чого оселилася в Лунді. Також навчалася в Копенгагені в 1892 і 1895 рр., а в 1893 р. у Лейпцигу під керівництвом Макса Сенгера.

## Пам'ять
Запрошений професор в Університеті Лунда створив Професорство в 2009 році в пам'ять про Гедду Андерссон.